# Малинка Олексій Вікторович
Олексій Вікторович Мали́нка (нар. 10 вересня 1961, Таганрог) — український скульптор, художник і педагог; член Спілки художників України з 1992 року.
Син Віктора Малинки, чоловік Олени Плесовської, батько Петра та Ксенії Малинок.

## Біографія
Народився 10 вересня 1961 року в місті Таганрозі Ростовської області (нині Російська Федерація). Закінчив Київську художню середню школу імені Тараса Шевченка; у 1986 році — Київський художній інститут, де навчався у Миколи Попова, Валентина Сергєєва, Віталія Шості.
Протягом 2002—2012 років викладав рисунок, живопис та скульптуру на кафедрі архітектури та дизайну Національного авіаційного університету у Києві. Мешкає у Києві в будинку на вулиці Дашавській, № 27.

## Творчість
Працює в галузях скульптури, графіки, монументального живопису. Серед робіт:
- ілюстрації до збірки казок народів Півночі «Дідусь Наперсток» (1990);
- акварелі «Квіти літа» (1993), «Серпень» (2013);
- розпис та іконостас імператорської церкви сім'ї Миколи II у Лівадії (1995—1997);
- розпис вівтаря та іконостас Вознесенської церкви у селі Семиполках (1997—2001);
- іконостас Троїцької церкви у Броварах (1999);
- ікона для подвір'я Монастиря Святої Катерини на Синаї «12 зодчих Успенського собору Києво-Печерської лаври» (1999);
- вівтар церкви Іоанна Златоуста у Ялті (2000).
- рельєфи «Сакралізація фінансового простору», «Райський сад» (обидва — 2008);
- ікона «Сімейна» (2016);

Учасник всеукраїнських, всесоюзних мистецьких виставок з 1974 року. Персональна виставка відбулася у Києві у 2005 році. 2017 року в київській галереї «83» пройшла родинна виставка «Під одним дахом», на якій були представлені твори трьох поколінь художників: Олександри Плесовської, Олени Плесовської і Олексія Малинки та Петра Малинки.